# Battle Isle: Der Andosia-Konflikt
Battle Isle: Der Andosia-Konflikt ist ein rundenbasiertes Strategiespiel, das von Cauldron entwickelt und von Blue Byte für Microsoft Windows veröffentlicht wurde. Es ist der vierte und letzte Teil innerhalb der Serie Battle Isle.

## Spielprinzip
Der Spieler startet auf einer Heimatinsel und muss Truppen zum Feind verlegen. Einheiten bewegen und kämpfen rundenbasiert. Das Sammeln von Ressourcen und die Produktion neuer Einheiten erfolgt jedoch in Echtzeit. Ein Tag- und Nachtwechsel wirkt sich auf die Energieproduktion mit Solarmodulen aus und hat taktische Auswirkungen, weil die Sicht von Einheiten eingeschränkt wird, mechanische Einheiten aber durch ihren Lärm weiterhin gut geortet werden können. Das Spiel verwendet eine 3D-Engine mit deformierbaren Terrain. Durch Gezeiten können Ufer überspült und Gezeitenkraftwerke angefahren werden.

## Rezeption
Die Mischung aus Aufbau- und Rundenstrategie sei innovativ, wobei das Zeitlimit im Kampf sehr störe. Die Zwischensequenzen im Comicstil seien lieblos gestaltet und hässlich. Battle Isle 4 verlange vom Spieler sehr viel Geduld ab. Das Spielprinzip sei langwierig und zäh, da die Aktionen des Spielers erst nach langer Zeit Resultate zeigen. Die Echtzeitkomponente sei nicht fordernd und zeitintensiv genug, um über die Längen des Spiels hinwegzuhelfen. Es gäbe Probleme bei der automatischen Wegfindung.